# Бриджвотер Тауншип (округ Сасквегенна, Пенсільванія)
Бриджвотер Тауншип (англ. Bridgewater Township) — селище (англ. township) в США, в окрузі Сасквегенна штату Пенсільванія. Населення — 2636 осіб (2020).

## Демографія
Згідно з переписом 2010 року, у селищі мешкали 2844 особи в 1124 домогосподарствах у складі 766 родин. Було 1303 помешкання
Расовий склад населення:
| - 98,1 % — білих - 0,4 % — чорних або афроамериканців - 0,4 % — азіатів - 0,2 % — корінних американців |

До двох чи більше рас належало 0,8 %. Частка іспаномовних становила 1,0 % від усіх жителів.
За віковим діапазоном населення розподілялося таким чином: 20,9 % — особи молодші 18 років, 59,8 % — особи у віці 18—64 років, 19,3 % — особи у віці 65 років та старші. Медіана віку мешканця становила 45,7 року. На 100 осіб жіночої статі у селищі припадало 97,9 чоловіків;  на 100 жінок у віці від 18 років та старших — 96,6 чоловіків також старших 18 років.
Середній дохід на одне домашнє господарство  становив 69 526 доларів США (медіана — 56 046), а середній дохід на одну сім'ю — 81 869 доларів (медіана — 70 278). За межею бідності перебувало 10,2 % осіб, у тому числі 13,1 % дітей у віці до 18 років та 2,9 % осіб у віці 65 років та старших.
Цивільне працевлаштоване населення становило 1365 осіб. Основні галузі зайнятості: освіта, охорона здоров'я та соціальна допомога — 15,7 %, виробництво — 15,3 %, будівництво — 10,5 %, науковці, спеціалісти, менеджери — 9,4 %.